# Mirko Andreoli
Mirko Andreoli detto Spumino (Coenzo, 14 ottobre 1921 – Cadè, 9 febbraio 1945) è stato un partigiano italiano.

## Biografia
Nato a Coenzo, frazione di Sorbolo (Parma), nel 1943 entrò a far parte dei gruppi partigiani della zona parmense; in breve tempo fu a capo del distaccamento Buraldi della 47ª Brigata Garibaldi. Ai primi di gennaio del 1945 venne catturato, da reparti nazi-fascisti a Bazzano Parmense, piccolo paesino nell'Appennino a 40 km da Parma. "Spumino" si trovava insieme al comandante Sergio Beretti " Marco" per raccogliere informazioni sulle formazioni partigiane del luogo e saggiarne le capacità organizzative. Dopo la cattura, avvenuta durante le prime ore del 5 gennaio, fu portato al presidio tedesco di Ciano d'Enza con altri 14 patrioti e civili catturati tutti nella stessa località. Si cercò in vari modi di salvare il giovane tramite scambi di prigionieri ma fu tutto inutile, dopo le torture il povero ragazzo venne ucciso assieme ad altri venti partigiani il 9 febbraio in località Villa Cadè di Reggio Emilia il suo corpo martoriato fu abbandonato lungo la via Emilia.
Nel 1994 fu decorato al valor militare alla memoria, con decreto del Presidente della Repubblica Oscar Luigi Scalfaro.

## Filmografia
Nel 2021 è stato girato il cortometraggio C'erano due ragazzi. Due partigiani diretto dal regista Matteo Macaluso. Il filmato narra le vicende dei partigiani Bruno Bocconi e Mirko Andreoli.